# Borsonia smithi
Borsonia smithi é uma espécie de gastrópode do gênero Borsonia, pertencente a família Borsoniidae.